# Onocolus simoni
Onocolus simoni är en spindelart som beskrevs av Mello-Leitao 1915. Onocolus simoni ingår i släktet Onocolus och familjen krabbspindlar. Inga underarter finns listade i Catalogue of Life.